# 王广业 (北魏)
王广业（？—528年5月17日），北魏官员，太原郡晋阳县（今山西省太原市）人。北魏镇东将军、金紫光禄大夫、中书令、长社伯王琼次子、王宝兴之孙、王慧龙曾孙。
王广业性情沉雅，涉猎书传而博学。官至太尉祭酒、太中大夫。尔朱荣入洛阳，王广业在河阴之变被被害。同时被杀的还有他哥哥黄门郎王遵业、弟弟中书郎王延业、并州大中正王季和。他的儿子王乂，有仪望，以干用见称，时任南钜鹿郡太守，也同时遇害。后来，朝廷追赠王广业徐州刺史，王延业齐州刺史，王季和华州刺史。王广业另有儿子王野父、王季貞，王野父在北齊官至膠州刺史。唐朝显庆四年（659年），唐高宗下诏禁止包括王广业兄弟四人后裔在内的七姓十家自己做主互相通婚。